# Concussion
Concussion (bra: Abalo)) é um filme de drama estadunidense de 2013 escrito e dirigido por Stacie Passon e estrelado por Robin Weigert. Apesar de não ser autobiográfico, a história foi parcialmente inspirado por Passon ao sofrer uma concussão leve, da mesma maneira descrita no filme, pouco antes dela começar a escrever o roteiro.

## Sinopse
Abby Ableman é uma lésbica que se torna desiludida com sua vida doméstica e a carreira depois de sofrer uma concussão leve, quando seu filho, Jake, bate nela acidentalmente na cabeça com uma bola de beisebol atirada. Ela, então, começa a trabalhar como prostituta para outras mulheres.

## Elenco
- Robin Weigert como Abby Ableman / Eleanor
- Maggie Siff como Sam Bennet
- Johnathan Tchaikovsky como Justin
- Ben Shenkman como Graham Bennet
- Janel Moloney como Pru
- Emily Kinney como The Girl
- Daniel London como Evan
- Kate Rogal como Gretchen
- Julie Fain Lawrence como Kate Ableman
- Maren Shapero como Mayer Ableman
- Micah Shapero como Jake Ableman
- Anna George como Dr. Jofar
- Anthony Cupo como Walter
- Funda Duval como Sarah
- Claudine Ohayon como Lisa
- Daria Rae Feneis como Mulher #1
- Tracee Chimo como Mulher #2
- Laila Robins como Mulher #3
- Mimi Ferraro como Mulher #4
- Erika Latta coom Mulher #5

## Lançamento
O filme estreou no Festival Sundance de Cinema 2013 e Festival de Berlim . Em Sundance, ele assinou um contrato com a The Weinstein Company para a liberação geral mais tarde, em 2013. Em Berlim, o filme ganhou um Teddy Award do Júri como um filme extraordinário sobre temas LGBT.

## Recepção crítica
Concussion recebeu críticas positivas, ocupando atualmente uma classificação de "fresco" 75% no Rotten Tomatoes baseado em 36 avaliações; o consenso afirma: "Inteligente, variado e sexy, Concussion transcende seus momentos mais constrangedores graças ao notável desempenho, estrelado por Robin Weigert". No Metacritic, com base em 18 críticos, o filme tem uma classificação de 56/100, o que significa "misto a médio comentários".